# Fear Street Parte 1: 1994
Fear Street Parte 1: 1994 è un film del 2021 diretto da Leigh Janiak, primo capitolo dell'omonima serie.
Pellicola statunitense, con sceneggiatura ad opera del regista Janiak e di Phil Graziadei, su una storia che gli stessi, insieme a Kyle Killen hanno creato basandosi sull'omonima serie di libri di R. L. Stine. È il primo capitolo della Fear Street Trilogy ed ha come protagonisti Kiana Madeira, Olivia Scott Welch, Benjamin Flores Jr., Julia Rehwald, Fred Hechinger, Ashley Zukerman, Darrell Britt-Gibson e Maya Hawke. Il film segue un gruppo di adolescenti a Shadyside, Ohio, che sono terrorizzati da un antico male responsabile di una serie di brutali omicidi che affliggono la città da secoli.
Fear Street Parte 1: 1994 è stato presentato in anteprima al Los Angeles State Historic Park il 28 giugno 2021 ed è stato diffuso su Netflix il 2 luglio 2021, con gli altri capitoli, 1978 e 1666, a seguire nelle due settimane successive.

## Trama
In una notte del 1994, nel centro commerciale della cittadina di Shadyside, si verifica una strage commessa da un ragazzo, che si traveste da scheletro e uccide diverse persone, tra cui la sua amica per poi essere a sua volta ucciso dalla polizia. Non è la prima volta che una simile cosa avviene: si scopre che la cittadina ha acquisito la fama di "città killer" in opposizione alla tranquilla cittadina rivale di Sunnyvale.
Lo vengono a sapere Deena e i suoi amici di queste notizie e, a causa degli eventi, si tiene una veglia funebre in memoria delle vittime del centro commerciale a Sunnyvale, dove Deena ha uno scontro con Sam, la sua ex che ha abbandonato la sua città natale per evitare questi incidenti. Per vendicare l'onore della sua ragazza, il nuovo fidanzato di Sam insegue in auto con la sua cricca lo scuolabus degli studenti di Shadyside. La macchina fa un incidente e inavvertitamente Sam insanguina sulla tomba di Sarah Fier, donna impiccata secoli prima, più precisamente nel 1666, con l'accusa di stregoneria e che per tale motivo scagliò una maledizione contro la città. Tutti attribuiscono alla maledizione di Sarah la motivazione dietro i tanti omicidi avvenuti.
Dopo l'incidente in auto, iniziano a verificarsi strani eventi. Prima Deena e suo fratello Josh, poi gli amici Kate e Simon, si imbattono in un individuo che indossa lo stesso costume da scheletro dell'omicida al centro commerciale (soprannominato Faccia da Teschio). Deena, pensando si tratti di uno scherzo del ragazzo di Sam, desideroso di vendetta per l'auto danneggiata, si reca in ospedale dove ha un nuovo scontro con Sam e il suo ragazzo. Faccia da Teschio, però, causerà una nuova strage in ospedale e con orrore, Deena riesce a smascherarlo e scoprire che è lo stesso ragazzo del massacro originale, con tanto di ferite da proiettile. Nel frattempo, Simon si imbatte in una strana ragazza, Ruby Lane, che si rivelerà essere una delle precedenti assassine della cittadina e che tenterà di ucciderlo.
Josh, che è molto interessato alla storia di Shadyside, racconta ai suoi amici di Sarah Fier, e capendo che Sam dopo l'incidente ha disturbato la tomba di quest'ultima, capiscono che la strega l'ha maledetta aizzandole contro i defunti omicidi manovrati dalla sua maledizione. Prendono la responsabilità di mettere tutto a posto, finendo però per imbattersi in un terzo killer, l'Assassino del Nightwing Camp. Organizzano quindi una trappola, attirando i tre killer con il sangue di Sam per poi farli esplodere, ma i tre killer si riformano e ritornano all'attacco.
Venendo a conoscenza della storia di Cindy Berman, sopravvissuta all'assassinio del Nightwing del 1978, Deena prova a contattarla, senza successo, ma poi decide di usare la sua stessa maniera: morire e venire resuscitata subito dopo. Il gruppo decide quindi di far morire Sam di overdose per poi farla tornare in vita usando dell'adrenalina. Il piano tuttavia fallisce e Kate e Simon vengono brutalmente uccisi. Alla fine, Deena riesce ad uccidere Sam facendola soffocare in una vasca d'acqua. Morta la ragazza, gli assassini spariscono nel nulla.
Subito dopo, la ragazza, riporta in vita la fidanzata con la respirazione artificiale, riuscendo nel suo intento e pensando di aver posto fine alla maledizione. Tuttavia durante una sera passata insieme, Deena riceve una chiamata da Berman, la quale sostiene che la maledizione non finirà mai, mentre Sam viene colpita dalla maledizione e aggredisce la sua fidanzata. In seguito, Deena e Josh riescono a legare Sam e decidono di trovare un modo per fermare la maledizione e salvare la ragazza.

## Produzione
Il 9 ottobre 2015, è stato annunciato che un film basato sulla serie Fear Street di Stine era stato sviluppato dalla 20th Century Studios (allora conosciuta come 20th Century Fox prima della sua acquisizione da parte della Disney) e dalla Chernin Entertainment. Il 13 febbraio 2017, Kyle Killen è stato assunto per dirigere la sceneggiatura del film. Leigh Janiak avrebbe diretto il film, con Janiak e il suo partner Phil Graziadei che avrebbero riscritto la sceneggiatura. Il film sarebbe il primo ad essere rilasciato come parte di una trilogia di film ambientati in periodi di tempo diversi. The Hollywood Reporter ha dichiarato che la trilogia sarebbe stata girata una dopo l'altra, con i film in uscita a un mese di distanza.
Nel febbraio 2019, è stato riferito che Kiana Madeira e Olivia Welch avrebbero recitato nel film come adolescenti lesbiche "che cercano di navigare nella loro relazione rocciosa quando sono prese di mira dai folli orrori della loro piccola città, Shadyside."  Nel marzo 2019, Benjamin Flores Jr., Ashley Zukerman, Fred Hechinger, Julia Rehwald e Jeremy Ford si sono uniti al cast. A maggio, Darrell Britt-Gibson è stato annunciato come membro del cast. Anche Maya Hawke, Jordana Spiro e Jordyn DiNatale si sono unite al cast.
Nel marzo 2019, le riprese sono iniziate ad Atlanta ed East Point, Georgia. Diverse vetrine vuote nel North DeKalb Mall in Georgia sono state rinnovate in modo che potessero essere utilizzate per le riprese. Casual Corner, Software Etc., B. Dalton Bookseller, Musicland, and Gadzooks were placed. La produzione si è svolta anche all'Hard Labor Creek State Park a Rutledge nell'agosto 2019. Le riprese sono terminate a settembre 2019.

## Distribuzione
Il film doveva essere distribuito nelle sale a giugno 2020, ma la sua uscita venne rimandata a causa della pandemia di COVID-19. Nell'aprile 2020, la Chernin Entertainment ha concluso il suo accordo di distribuzione con la 20th Century Studios e ha stretto un accordo pluriennale con Netflix. Ad agosto 2020, Netflix ha acquisito i diritti di distribuzione della trilogia di Fear Street. Il film è uscito il 2 luglio 2021.

## Accoglienza
Sul sito web aggregatore di recensioni Rotten Tomatoes, il film ha un punteggio di approvazione del 79% basato su 77 recensioni, con una valutazione media di 7/10. Il consenso della critica del sito web recita: "Fear Street Parte 1: 1994 dà il via alla trilogia in modo promettente, onorando il materiale originale con un sacco di appeal rétro slasher
." Secondo Metacritic, che ha assegnato un punteggio medio ponderato di 67 su 100 sulla base di 20 critici, il film ha ricevuto "recensioni generalmente favorevoli."

## Sequel
Due sequel, intitolati Parte 2: 1978 e Parte 3: 1666, sono stati rilasciati nelle settimane successive dalla Parte 1, il 9 e 16 luglio.